# Hats Off to the Buskers

Hats Off to the Buskers est le premier album studio du groupe écossais The View. Sur les chansons Skag Trendy et Gran's for Tea le bassiste du groupe, Kieren Clark Webster, chante à la place de Kyle Falconer qui lui, joue de la basse. Il est sorti en 2007.

## Listes des musiques
1. "Comin' Down" – 2:57
2. "Superstar Tradesman" – 3:13
3. "Same Jeans" – 3:33
4. "Don't Tell Me" – 3:22
5. "Skag Trendy" – 3:00
6. "The Don" – 3:09
7. "Face for the Radio" – 3:18
8. "Wasted Little DJs" – 3:57
9. "Gran's for Tea" – 2:33
10. "Dance Into the Night" – 3:05
11. "Claudia" – 2:40
12. "Street Lights" – 2:57
13. "Wasteland" – 2:26
14. "Typical Time" – 0:35